# Stygodiaptomus
Stygodiaptomus é um género de crustáceo da família Diaptomidae.
Este género contém as seguintes espécies:
- Stygodiaptomus kieferi
- Stygodiaptomus petkovskii

Esta espécie pode ser encontrada nos seguintes países: Bósnia e Herzegovina e Croácia.
Esta espécie esta ameaçada de extinção.